# 시바사키 고세이
시바사키 고세이(일본어: 柴﨑 晃誠, 1984년 8월 28일 ~ )는 일본의 축구 선수이다.

## 구단 경력
그는 2007년부터 2023년까지 J리그의 도쿄 베르디, 가와사키 프론탈레, 도쿠시마 보르티스, 산프레체 히로시마에서 활동하였다.